# Lemvig Kirkegård
Lemvig Kirkegård lå oprindeligt i Lemvigs centrum, som i dag rummer et torv.
Byen voksede og det var ikke muligt at udvide kirkegården, hvorfor den i 1809 blev flyttet oven for bakken på Vestbjerg, som på det tidspunkt lå uden for byen.
Der er opført et kapel midt på kirkegården i 1915, tegnet af arkitekt Helge Bojsen-Møller.
På kirkegården mindes hvert år de allierede flyvere, som gav deres liv for Danmarks frihed under 2. verdenskrig.
Lemvig Kirkegård hører til en af de fem centralkirkegårde hvor allierede flyvere blev begravet.

## Kendte begravet på Lemvig Kirkegård
- Anthon Andersen
- Niels Bjerre
- Henning Gantriis
- Thøger Larsen